# Victoria County, Texas
Victoria County är ett administrativt område i delstaten Texas, USA, med 86 793 invånare (2010). Den administrativa huvudorten (county seat) är Victoria. 

## Geografi
Enligt United States Census Bureau har countyt en total area på 2 302 km². 2 284 av den arean är land och 18 km² är vatten.  

### Angränsande countyn
- Lavaca County - norr
- Jackson County - nordost
- Calhoun County - sydost
- Refugio County - söder
- Goliad County - sydväst
- DeWitt County - nordväst